# باکیلا
باکیلا (به لاتین: Bakila) یک منطقهٔ مسکونی در بنگلادش است که در ناحیه چاندپور واقع شده‌است.